# Reda Kateb
Reda Kateb (Ivry-sur-Seine, 27 luglio 1977) è un attore francese.

## Biografia
Kateb nasce ad Ivry-sur-Seine, nei pressi di Parigi, il 27 luglio del 1977, figlio di un attore teatrale algerino di origine berbera, Malek-Eddine Kateb, e di un'infermiera francese di origini cecoslovacche ed italiane. Kateb è pronipote, da parte di suo padre, del drammaturgo e scrittore Kateb Yacine.
Dopo il debutto cinematografico nel film Il profeta, Kateb prese parte a varie produzioni fra cui Tutto sua madre nel ruolo di Karim, Zero Dark Thirty nel ruolo del terrorista torturato Ammar e Paris Countdown nel ruolo di Wilfried. Fu protagonista di diverse pellicole come À moi seule e nel frattempo lavorò anche in alcune serie televisive come Spiral e L'isola del tesoro.

## Filmografia

### Cinema
- Il profeta (Un prophète), regia di Jacques Audiard (2009)
- Qu'un seul tienne et les autres suivront, regia di Léa Fehner (2009)
- Pieds nus sur les limaces, regia di Fabienne Berthaud (2010)
- À moi seule, regia di Frédéric Videau (2012)
- Trois mondes, regia di Catherine Corsini (2012)
- Le monde nous appartient, regia di Stephan Streker (2012)
- Chroniques d'une cour de récré, regia di Brahim Fritah (2012)
- Zero Dark Thirty, regia di Kathryn Bigelow (2013)
- Une histoire d'amour, regia di Hélène Fillières (2013)
- Les Petits Princes, regia di Vianney Lebasque  (2013)
- Le jour attendra, regia di Edgar Marie (2013)
- Gare du Nord, regia di Claire Simon (2013)
- Tutto sua madre (Les Garçons et Guillaume, à table!), regia di Guillaume Gallienne (2013)
- Ippocrate (Hippocrate), regia di Thomas Lilti (2014)
- Qui vive, regia di Marianne Tardieu (2014)
- Loin des hommes, regia di David Oelhoffen (2014)
- Les Chevaliers blancs, regia di Joachim Lafosse (2014)
- Lost River, regia di Ryan Gosling (2014)
- La resistenza dell'aria (La Résistance de l'air), regia di Fred Grivois (2015)
- L'Astragale, regia di Brigitte Sy (2015)
- Arrêtez-moi là, regia di Gilles Bannier (2015)
- I bei giorni di Aranjuez (Les Beaux Jours d'Aranjuez), regia di Wim Wenders (2016)
- Les Derniers Parisiens, regia di Hamé Bourokba e Ekoué Labitey (2016)
- Django, regia di Etienne Comar (2017)
- Submergence, regia di Wim Wenders (2017)
- Fratelli nemici - Close Enemies (Frères ennemis), regia di David Oelhoffen (2018)
- Wolf Call - Minaccia in alto mare (Le Chant du loup), regia di Antonin Baudry (2019)
- The Specials - Fuori dal comune (Hors normes), regia di Olivier Nakache e Éric Toledano (2019)
- La promessa - Il prezzo del potere (Les Promesses), regia di Thomas Kruithof (2021)

### Televisione
- Spiral - serie TV (2008)
- Mafiosa - serie TV (2010)
- 1, 2, 3, voleurs - film TV (2011)
- De l'encre - miniserie TV (2011)
- L'isola del tesoro - miniserie TV (2012)

## Doppiatori italiani
- Christian Iansante in Il Profeta, Wolf Call - Minaccia in alto mare, La promessa - Il prezzo del potere
- Massimo Lodolo in Fratelli nemici - Close Enemies
- Franco Mannella in Submergence
- Fabio Boccanera in The Specials - Fuori dal comune